# Dnestrovsc
Dnestrovsc (ros. Днестровск, Dniestrowsk; ukr. Дністровськ, Dnistrowśk) – miasto w Mołdawii, w Naddniestrzu (rejon Slobozia), ok. 10,5 tys. mieszkańców (2014). Ośrodek przemysłu energetycznego.